# Łozowicze (rejon nieświeski)
Łozowicze (biał. Лазавічы, Łazawiczy; ros. Лозовичи, Łozowiczi) – wieś na Białorusi, w obwodzie mińskim, w rejonie nieświeskim, w sielsowiecie Łań.

## Historia
W dwudziestoleciu międzywojennym leżały w Polsce, w województwie nowogródzkim, w powiecie nieświeskim, do 1 października 1927 w gminie Lisuny, następnie w gminie Łań. W 1921 miejscowość liczyła 170 mieszkańców, zamieszkałych w 31 budynkach, w tym 95 Białorusinów i 75 Polaków. 161 mieszkańców było wyznania prawosławnego i 9 rzymskokatolickiego.
Wieś położona była wówczas przy granicy ze Związkiem Sowieckim. Na początku lat 20. w Łozowiczach mieściły się dwie placówki 29 Batalionu Celnego, a następnie dwie placówki 29 Batalionu Straży Granicznej. Od 1925 znajdowała się tu strażnica KOP „Łozowicze”.
Po II wojnie światowej w granicach Związku Sowieckiego. Od 1991 w niepodległej Białorusi.